# ATP Bordeaux 1980
L'ATP Bordeaux 1980 è stato un torneo di tennis giocato sulla terra rossa. È stata la 2ª edizione dell'ATP Bordeaux, che fa parte del Volvo Grand Prix 1980. Il torneo si è giocato a Bordeaux in Francia, dal 22 al 28 settembre 1980.

## Campioni

### Singolare maschile
Mario Martínez ha battuto in finale  Gianni Ocleppo con il punteggio di 6–0, 7–5, 7–5

### Doppio maschile
John Feaver /  Gilles Moretton hanno battuto in finale  Gianni Ocleppo /  Ricardo Ycaza con il punteggio di 6–3, 6–2